# Ponting-Kliff
Das Ponting-Kliff ist ein kantiges Kliff an der Pennell-Küste des ostantarktischen Viktorialands. Es ragt 5 km östlich der gemeinsamen Mündung von Dennistoun-, Nash- und Wallis-Gletscher in die Somow-See auf. In seiner Erscheinung ähnelt es dem benachbarten Meares-Kliff.
Die von Victor Campbell geleitete Nordgruppe der Terra-Nova-Expedition (1910–1913) des britischen Polarforschers Robert Falcon Scott kartierte es. Namensgeber ist Herbert Ponting (1870–1935), Fotograf bei dieser Forschungsreise.